# Kanadische Badmintonmeisterschaft 1975
Die Kanadische Badmintonmeisterschaft 1975 fand Ende März 1975 in der Montpetit Hall der University of Ottawa statt.

## Finalresultate
| Disziplin    | Sieger                                          | Finalist                          | Ergebnis         |
| ------------ | ----------------------------------------------- | --------------------------------- | ---------------- |
| Herreneinzel | Bruce Rollick                                   | Jamie McKee                       | 5-15, 15-7, 15-9 |
| Dameneinzel  | Alison Daysmith                                 | Lesley Harris                     | 11-8, 11-6       |
| Herrendoppel | Channarong Ratanaseangsuang Raphi Kanchanaraphi | Cam Dalgleish Wayne Macdonnell    | 15-2, 15-13      |
| Damendoppel  | Jane Youngberg Barbara Welch                    | Wendy Clarkson Lorraine Thorne    | 15-10, 15-6      |
| Mixed        | Cam Dalgleish Wendy Clarkson                    | Raphi Kanchanaraphi Barbara Welch | 15-7, 15-11      |